# زبان نیااسلاوی
زبان نیا-اسلاوی نیازبان تایید و بازسازی‌شده از همه زبان‌های اسلاوی است. این زبان تقریباً از هزاره دو پیش از میلاد تا سده ۶ میلادی گویش می‌شده‌است و همانند دیگر نیازبان‌ها هیچ متن تاییدشده‌ای از آن یافت نشده‌است. دانشمندان با استفاده از روش مقایسه‌ای در تمام زبان‌های اسلاوی تأییدشده و با در نظر گرفتن سایر زبانهای هندواروپایی این زبان را بازسازی کرده‌اند.